# Meet Me at Our Spot
Meet Me at Our Spot è un singolo del duo musicale statunitense The Anxiety, formato dai cantanti Willow Smith e Tyler Cole, pubblicato il 5 ottobre 2021 come secondo estratto dal primo album in studio eponimo.

## Descrizione
Meet Me at Our Spot è stato descritto dalla critica specializzata come un brano alternative. Sebbene sia stato pubblicato il 13 marzo 2020 assieme all'album di provenienza, ha riscoperto popolarità a partire dal 2021 sulla piattaforma TikTok.

## Promozione
Il 24 settembre 2021 è stata pubblicata sul canale YouTube di Smith una versione live del brano, diventata anch'essa virale e poi estratta come singolo il successivo 22 ottobre.

## Tracce
1. Meet Me at Our Spot (Live) – 2:27

## Classifiche

### Classifiche settimanali
| Classifica (2021) | Posizione massima |
| ----------------- | ----------------- |
| Australia         | 8                 |
| Austria           | 60                |
| Belgio (Fiandre)  | 33                |
| Canada            | 22                |
| Germania          | 93                |
| Grecia            | 52                |
| Irlanda           | 4                 |
| Lituania          | 18                |
| Nuova Zelanda     | 6                 |
| Paesi Bassi       | 79                |
| Portogallo        | 59                |
| Regno Unito       | 10                |
| Slovacchia        | 49                |
| Stati Uniti       | 21                |
| Sudafrica         | 34                |
| Svezia            | 65                |
| Svizzera          | 55                |

### Classifiche di fine anno
| Classifica (2022) | Posizione |
| ----------------- | --------- |
| Canada            | 84        |
| Stati Uniti       | 74        |